# الا نیک بیان
الا نیک بیان یک زن ترنس ایرانی بود که پس از مهاجرت به آلمان، با چالش‌های فراوانی در زمینه پذیرش هویت جنسیتی خود روبه‌رو شد. وی به دلیل محیط اجتماعی و فرهنگی ایران و کمبود اطلاعات دربارهٔ هویت‌های جنسیتی و گرایش‌های جنسی، با مشکلات زیادی در زمینه شناسایی و ابراز هویت خود مواجه بود. زندگی وی تحت تأثیر مشکلات اجتماعی و روانی قرار داشت و سرانجام، پس از تجربه شرایط سخت در مهاجرت، اقدام به خودکشی کرد.

## زندگی‌نامه
الا در یک خانواده مذهبی و سنتی در جنوب ایران به دنیا آمد و در دوران کودکی و نوجوانی با سرکوب هویت جنسیتی خود مواجه شد. به دلیل نبود دسترسی به اطلاعات درست دربارهٔ هویت‌های جنسیتی و گرایش‌های جنسی، او هویت خود را در درون خود سرکوب کرد. پس از مهاجرت به آلمان در سال ۲۰۱۵، ابتدا تصور می‌کرد که همجنسگرا است، اما به تدریج متوجه شد که یک زن ترنس است.
در آلمان، الا با مشکلات بسیاری مواجه شد. وی در شهر ماگدابورگ با آزار و اذیت‌های جسمی و روانی از سوی جامعه مواجه بود. این آزارها شامل حملات فیزیکی و تهدیدهای کلامی از سوی افراد ناشناس بود. همچنین، وی مجبور شد به دلیل عدم پذیرش اجتماعی چندین بار محل سکونتش را تغییر دهد. در نهایت در سال ۲۰۱۹، به برلین نقل مکان کرد، شهری که به عنوان یکی از پذیراترین شهرهای اروپا برای دگرباشان شناخته می‌شود. با این حال، مشکلات اجتماعی و روانی او ادامه یافت.

## خودکشی
با وجود نقل مکان به برلین و امید به یک زندگی بهتر، الا همچنان با مشکلات درونی خود دست و پنجه نرم می‌کرد. او در طی زندگی خود با چالش‌های بسیاری در خصوص پذیرش هویت جنسیتی و تبعیض‌های اجتماعی مواجه شد. در نهایت، الا تصمیم به پایان دادن به زندگی‌اش گرفت و در سن ۴۰ سالگی در یک مکان عمومی جان خود را با خودسوزی گرفت. این واقعه در ۱۴سپتامبر۲۰۲۱ و با استفاده از گازوئیل در میدان پر رفت و آمد الکساندرپلاتز رخ داد.

## هتک حرمت به مزار
رسانه‌های آلمانی گزارش داده‌اند که ترنس‌ستیزی علیه الا نیک‌بیان، زن ترنس ایرانی که در سپتامبر ۲۰۲۱ خود را در برلین به آتش کشید، پس از مرگ او نیز ادامه یافته است. افراد ناشناسی در روز ۴ ژانویه، مزار الا را تخریب کرده و دبه و کپسول آتش‌نشانی کنار آن پیدا کردند که به نحوه خودکشی وی اشاره دارد.
پلیس آلمان در حال تحقیق دربارهٔ این اقدام ترنس‌ستیزانه است. سازمان آلمانی «LSVD» نیز از ادامه خشونت علیه «الا» حتی پس از مرگش ابراز خشم کرده و خواستار پیگیری قضائی موضوع شده است.